# Vittorio Francesco, marchese di Susa
Vittorio Francesco Filippo di Savoia (Torino, 10 dicembre 1694 – 20 marzo 1762) è stato un nobile italiano, fu figlio illegittimo di Vittorio Amedeo II di Sardegna e di Jeanne Baptiste d'Albert de Luynes. È denominato come il marchese di Susa.

## Biografia
Sua madre, la signora di Verrua, era la moglie francese di un diplomatico piemontese che lavorava per il Duca di Savoia. Nella capitale sabauda di Torino, Vittorio Amedeo si innamorò della giovane contessa, e, nel 1689, Jeanne Baptiste cede ai cortaggiamenti del duca, incoraggiata dalla duchessa di Savoia Anne Maria di Borbone-Orléans e da suo zio, il re francese Luigi XIV.
Vittorio Amedeo II divenne così ossessionato da Jeanne Baptiste che la fece rinchiudere dalla corte per un po' di tempo, così la donna fuggì dal Ducato di Savoia cercando rifugio in Francia, allora governata da Luigi XIV. Anche la madre Vittorio Amedeo fuggì nel 1700, così il futuro re e sua sorella Maria Vittoria Francesca di Savoia vennero seguiti dal padre.
Vittorio Amedeo intraprese la carriera militare guidando le truppe piemontesi contro l'esercito franco-spagnolo nella battaglia di Villafranca (1744), dove fu fatto prigioniero.
Si sposò nel 1760 con Maria Lucrezia Franchi, deceduta nel 1777, figlia di Gaspare Orazio Franchi, conte di Ponte Chianale. La coppia non ebbe figli.

## Ascendenza
|                                           |                                   |                                | Genitori                        |  |  | Nonni |  |  | Bisnonni                    |  |  | Trisnonni                  |  |
|                                           |                                   |                                |                                 |  |  |       |  |  | Vittorio Amedeo I di Savoia |  |  | Carlo Emanuele I di Savoia |  |
|                                           |                                   |                                |                                 |  |  |       |  |  | Vittorio Amedeo I di Savoia |  |  | Carlo Emanuele I di Savoia |  |
|                                           |                                   | Caterina Michela d'Asburgo     |                                 |  |  |       |  |  | Vittorio Amedeo I di Savoia |  |  |                            |  |
| Carlo Emanuele II di Savoia               |                                   |                                |                                 |  |  |       |  |  | Vittorio Amedeo I di Savoia |  |  |                            |  |
|                                           |                                   | Cristina di Borbone-Francia    | Enrico IV di Francia            |  |  |       |  |  |                             |  |  |                            |  |
|                                           |                                   | Cristina di Borbone-Francia    | Enrico IV di Francia            |  |  |       |  |  |                             |  |  |                            |  |
|                                           |                                   | Cristina di Borbone-Francia    | Maria de' Medici                |  |  |       |  |  |                             |  |  |                            |  |
| Vittorio Amedeo II di Savoia              |                                   | Cristina di Borbone-Francia    |                                 |  |  |       |  |  |                             |  |  |                            |  |
|                                           |                                   | Carlo Amedeo di Savoia-Nemours | Enrico I di Savoia-Nemours      |  |  |       |  |  |                             |  |  |                            |  |
|                                           |                                   | Carlo Amedeo di Savoia-Nemours | Enrico I di Savoia-Nemours      |  |  |       |  |  |                             |  |  |                            |  |
|                                           |                                   | Carlo Amedeo di Savoia-Nemours | Anna di Guisa                   |  |  |       |  |  |                             |  |  |                            |  |
| Maria Giovanna Battista di Savoia-Nemours |                                   | Carlo Amedeo di Savoia-Nemours |                                 |  |  |       |  |  |                             |  |  |                            |  |
|                                           |                                   | Elisabetta di Borbone-Vendôme  | Cesare di Borbone-Vendôme       |  |  |       |  |  |                             |  |  |                            |  |
|                                           |                                   | Elisabetta di Borbone-Vendôme  | Cesare di Borbone-Vendôme       |  |  |       |  |  |                             |  |  |                            |  |
|                                           |                                   | Elisabetta di Borbone-Vendôme  | Gabrielle d'Estrées             |  |  |       |  |  |                             |  |  |                            |  |
| Vittorio Francesco Filippo di Savoia      |                                   | Elisabetta di Borbone-Vendôme  |                                 |  |  |       |  |  |                             |  |  |                            |  |
|                                           | Charles Honoré d'Albert de Luynes | Honoré d'Albert de Luynes      |                                 |  |  |       |  |  |                             |  |  |                            |  |
|                                           | Charles Honoré d'Albert de Luynes | Honoré d'Albert de Luynes      |                                 |  |  |       |  |  |                             |  |  |                            |  |
|                                           | Charles Honoré d'Albert de Luynes | Anne de Rodulf                 |                                 |  |  |       |  |  |                             |  |  |                            |  |
| Louis Charles d'Albert de Luynes          | Charles Honoré d'Albert de Luynes |                                |                                 |  |  |       |  |  |                             |  |  |                            |  |
|                                           |                                   | Marie de Rohan-Montbazon       | Hercule de Rohan-Montbazon      |  |  |       |  |  |                             |  |  |                            |  |
|                                           |                                   | Marie de Rohan-Montbazon       | Hercule de Rohan-Montbazon      |  |  |       |  |  |                             |  |  |                            |  |
|                                           |                                   | Marie de Rohan-Montbazon       | Madeleine de Lenoncourt         |  |  |       |  |  |                             |  |  |                            |  |
| Jeanne Baptiste d'Albert de Luynes        |                                   | Marie de Rohan-Montbazon       |                                 |  |  |       |  |  |                             |  |  |                            |  |
|                                           |                                   | Hercule de Rohan-Montbazon     | Louis de Rohan                  |  |  |       |  |  |                             |  |  |                            |  |
|                                           |                                   | Hercule de Rohan-Montbazon     | Louis de Rohan                  |  |  |       |  |  |                             |  |  |                            |  |
|                                           |                                   | Hercule de Rohan-Montbazon     | Eléanore de Rohan               |  |  |       |  |  |                             |  |  |                            |  |
| Anne de Rohan-Montbazon                   |                                   | Hercule de Rohan-Montbazon     |                                 |  |  |       |  |  |                             |  |  |                            |  |
|                                           |                                   | Marie de Bretagne d'Avaugour   | Claude de Bretagne              |  |  |       |  |  |                             |  |  |                            |  |
|                                           |                                   | Marie de Bretagne d'Avaugour   | Claude de Bretagne              |  |  |       |  |  |                             |  |  |                            |  |
|                                           |                                   | Marie de Bretagne d'Avaugour   | Catherine Fouquet de La Varenne |  |  |       |  |  |                             |  |  |                            |  |
|                                           |                                   | Marie de Bretagne d'Avaugour   |                                 |  |  |       |  |  |                             |  |  |                            |  |